# Втайне от родителей
«Вта́йне от роди́телей» (англ. The Secret Life of the American Teenager, рус. Тайная жизнь американского подростка) — американский драматический сериал Бренды Хэмптон, выходивший на канале ABC Family с 1 июля 2008 по 3 июня 2013 года.

## Сюжет
Сюжет первого сезона завязывается вокруг неожиданной беременности 15-летней чувственной девушки Эми Джоргенс, а также взаимоотношениях между семействами и друзьями и их отношением к этой беременности.
Во втором сезоне, Эми Джоргенс должна будет справляться с материнством и школой, пока её семья и друзья выясняют отношения.

## Главные герои
- Шейлин Вудли — Эми Джоргенс. Эми — дочь Джорджа и Энн Джоргенсов и старшая сестра для Эшли Джоргенс. До беременности, Эми считалась более доброй, милой и более разумной дочерью семьи Джоргенсов. Она — пятнадцатилетняя второкурсница старшей школы. Эми играет на валторне и хочет пойти учиться в Джульярдскую школу. В летнем лагере Эми провела ночь с Рикки Андэрвудом. Позже, она узнает, что эта ночь привела к беременности. После возвращения в школу Эми знакомится с Беном Бойковичем. Они влюбляются. Эми думала об аборте, но приняла решение рожать.
- Молли Рингуолд — Энн Джоргенс. Мать Эми и Эшли Джоргенс. Проживает отдельно от своего мужа — Джорджа Джоргенса после измены Джорджа с матерью Эдриан — Синди Ли (Паола Тарбэй). Энн благосклонна к Эми, но чувствует, что Эми должна принять на себя ответственность за жизнь ребёнка, и не должна полностью рассчитывать на родителей.
- Марк Дервин — Джордж Джоргенс. Отец Эми и Эшли Джоргенс. Он владелец мебельного магазина. Ранее был женат на Кэтлин Боумэн, матери Грэйс. Некоторое время жил в доме по соседству вместе со своей дочерью — Эшли.
- Индиа Айсли — Эшли Джоргенс. 13-летняя сестра Эми. Эшли саркастична, носит одежду в винтажном стиле, говорит монотонно, не любит заводить друзей и является кем-то вроде всезнайки. Она — первый член семьи Джоргенсов, который узнает о беременности Эми. Эшли полностью поддерживала сестру и убеждала её оставить ребёнка. Когда родился ребёнок, Эми предоставила Эшли возможность дать имя ребёнку. Позже, Эшли переселяется к отцу. Понаблюдав за беременностью Эми, Эшли обещает не спешить начинать заниматься сексом.
- Кенни Бауманн — Бен Бойкович. Мягкосердечный 15-летний второкурсник, который играет на тарелках в школьной группе. Он — также парень Эми. Бен очень предан Эми и полностью сфокусирован на ней. Бен — наследник компании по изготовлении мясной продукции, которую основал его отец — Лео Бойкович, который известен как Король Сарделек. Бен планирует жениться на Эми и использовать благосостояние отца, чтобы воспитывать ребёнка вместе с Эми. Отец вынуждает его пойти на работу в семейный мясной магазин, и не считать богатство отца само собой разумеющимся явлением. Бену не нравится Рикки, но после рождения ребёнка они были вынуждены как-то уживаться вместе, поэтому решили начать дружбу, чтобы помочь Эми с ребёнком. Бен едет на лето в Итальянский город Болонья, который известен своей распущенностью. Эми хочет поехать вместе с Беном, однако это ей не удается, так как она вынуждена посещать летные занятия в школе (те, которые пропустила из-за беременности).
- Дарен Кагасофф — Ричард «Рики» Андервуд. 16-летний парень со сложным прошлым. Он — сын Боба Андэрвуда, тирана, педофила и наркомана. Его мать также имеет проблемы с наркотиками и живёт на улице. Рикки посещает психотерапевта на протяжении всего сериала, однако делает это без всякого энтузиазма. Рикки живёт со своими приёмными родителями, Маргарет и доктором Шукаром. Рикки имеет репутацию «плохого парня» и быстро находит общий язык с девушками. Однажды в летнем лагере Рикки провёл ночь с Эми Джоргенс. Это привело к беременности. Хотя Рикки сначала был холоден к Эми, позже он сменил своё отношение к ней и выявил желание помочь с воспитанием ребёнка. Однако это не помешало ему иметь регулярные половые отношения с Эдриан.
- Франсиа Райса — Эдриан Ли. 16-летняя девушка, которая имеет репутацию легкомысленной и распущенной девушки. Однако это не мешает Эдриан хорошо учиться. Мать Эдриан — стюардесса. Она часто оставляет Эдриан дома одну. Отец не принимал участия в жизни Эдриан, так как у него была своя семья. Однако после того, как Эдриан нашла своего отца, он постарался войти в её жизнь, что, безусловно, абсолютно не понравилось Эдриан, так как она не хотела менять свою жизнь. Ей нравится чувствовать себя любимой, но она продолжает свои исключительно физические отношения с Рикки. Когда её сводный брат Макс захотел настоящих отношений с Эдриан вместо того, чтобы просто заниматься с ней сексом — Эдриан быстро влюбляется, потому что никогда до этого она не чувствовала себя такой особенной. В конечном счёте, Эдриан понимает, что на самом деле не любит своего сводного брата.
- Меган Парк — Грэйс Боумэн. Грейс Боуман — 15-летняя участница группы поддержки, весьма популярная девушка в школе, что не мешает ей быть христианкой и членом группы воздержания при церкви. Отец Грейс — врач, и Грейс собирается пойти по его стопам. В семье помимо Грейс есть приёмный ребёнок — Том, у него синдром Дауна. В начале событий Грейс маниакально послушна, внимательна к семье и старательно соблюдает все религиозные каноны, однако с развитием событий (большая часть из которых связана с дружбой Грейс и Эдриан и неверностью бойфренда Грейс), девушка начинает принимать решения самостоятельно — и не всегда правильные.
- Джози Биссетт — Кэтлин Боумэн. Кэтлин Боумэн — жена Маршала Боумэна и мать Грейс Боумэн. После смерти Маршала Кэтлин довольно быстро «отошла» от трагедии и нашла себе бойфренда, что сильно удивило всю её семью. Помимо этого Кэтлин — бывшая жена Джорджа Джоргенса. Их брак распался потому, что Кэтлин изменила мужу.
- Грег Финли — Джэк Пэппс. Джек Пэппс — 15-летний игрок футбольной команды и бойфренд Грейс Боумэн. Его приёмный отец — священник, и встречаться с Грейс поначалу Джек начинает как раз потому, что отец советует ему это, чтобы улучшить отношения с отцом Грейс — обеспеченным и уважаемым врачом, жертвующим деньги местной церкви. Джек — не самый верный парень на земле, он частенько изменяет Грейс с другими девушками, хотя чувства к ней испытывает.
- Джош Пэлло — Марк Молина. Марк Молина — школьный учебный консультант. В первом сезоне сериала он играет большую роль в жизни школьников. Сначала Мистер Молина советуя Бену позвонить Эми, а потом ему приходится разбираться и с проблемами личностного характера всех остальных героев, хотя в его обязанности это не входит.

## Музыка
Сериал имеет собственный саундтрек, хотя создатели текстов и композиторы не были известны до августа 2011 года. В сериале в ключевые моменты были так же использованы следующие известные треки:
- В первом и последнем эпизодах первого сезона была использована песня «Girlfriend» Avril Lavigne. Она также была представлена во втором сезоне (22 эпизод). Акустическая версия этой песни была сыграна в середине-4-го сезона.
- В пятнадцатом эпизоде второго сезона, Джек с Мэдисон танцуют под «She Don’t Wanna Man» Asher Roth.
- В четвёртом эпизоде третьего сезона, когда Эдриан сидит на лестнице перед своим домом, Том включает на мобильном «You Are So Beautiful» в исполнении Джо Кокера.
- Bruno Mars «Just the Way You Are» играет в ключевых моментах третьего сезона, в том числе во время свадьбы Бена и Эндриан.
- Песня Sarah McLachlan «Angel» играет в заключении третьего сезона, когда Бен и Эдриан обнаруживают смерть своего ребёнка.
- «Daughters» Джона Майера играет в эпизоде первого сезона, когда Эми посещает клинику.
- В пятом эпизоде четвёртого сезона играет «Rolling in the Deep» группы Adele во время первой прогулки Эдриан после смерти дочки.
- В первом эпизоде пятого сезона, когда Эми и Рикки отправляются в часовню, играет песня Бруно Марса «Marry You».

## Критика
Сериал получил в общем смешанные отзывы от критиков и зрителей, с самого начала  трансляции сериала  собрало достаточно много зрителей. Финал первого сезона посмотрело 4,5 млн человек.

## Рейтинги
|                 | Эпизодов | Время показа                                                                                          | Премьера сезона (Зрители в США) | Финал сезона (Зрители в США)   | Зрителей (млн.) |
| --------------- | -------- | --- | ------------------------------- | ------------------------------ | --------------- |
| Первый сезон    | 23       | Вторник 20:00 (с 1 июля по 9 сентября 2008 года) Понедельник 20:00 (с 5 января по 23 марта 2009 года) | 1 июля 2008 года (2.82 млн.)    | 23 марта 2009 года (4.50 млн.) | 3.51            |
| Второй сезон    | 24       | Понедельник 20:00 (с 22 июня 2009 года — 22 марта 2010 года)                                          | 22 июня 2009 года (4.68 млн.)   | 22 марта 2010 года (3.17 млн.) | 3.24            |
| Третий сезон    | 26       | Понедельник 20:00 (с 7 июня 2010 года — 6 июня 2011 года)                                             | 7 июня 2010 года (3.18 млн.)    | 6 июня 2011 года (3.56 млн.)   | 3.74            |
| Четвёртый сезон | 24       | Понедельник 20:00 (с 13 июня 2011 года — 12 июня 2012 года)                                           | 13 июня 2011 года (3.07 млн.)   | 12 июня 2012 года (1.43)       | 2.14            |
| Пятый сезон     | 24       | Понедельник 20:00 (с 11 июня 2012 года — 2013)                                                        | 11 июня 2012 года (1.67 млн.)   | 3 июня 2013 (1.50)             | 1.22            |

## Награды и номинации
| Год  | Церемония          | Категория                    | Номинант                                 | Итог        |
| ---- | ------------------ | ---------------------------- | ---------------------------------------- | ----------- |
| 2008 | Teen Choice Awards | Choice Summer TV Show        | The Secret Life of the American Teenager | Победитель  |
| 2009 | Teen Choice Awards | Choice TV Show Drama         | The Secret Life of the American Teenager | Номинирован |
| 2009 | Teen Choice Awards | Choice TV Breakout Show      | The Secret Life of the American Teenager | Номинирован |
| 2009 | Teen Choice Awards | Choice Summer TV             | The Secret Life of the American Teenager | Номинирован |
| 2009 | Teen Choice Awards | Choice TV Actor Drama        | Кенни Бауманн                            | Номинирован |
| 2009 | Teen Choice Awards | Choice TV Actress Drama      | Шейлин Вудли                             | Номинирован |
| 2009 | Teen Choice Awards | Choice TV Breakout Star Male | Дэрон Кагасоф                            | Номинирован |
| 2009 | Teen Choice Awards | Choice TV Parental Unit      | Молли Рингуолд и Марк Дервин             | Номинирован |
| 2009 | Teen Choice Awards | Choice Summer TV Star Female | Шейлин Вудли                             | Номинирован |
| 2009 | Teen Choice Awards | Choice Summer TV Star Male   | Дэрон Кагасоф                            | Победитель  |
| 2009 | Teen Choice Awards | Choice Summer TV Star Male   | Кенни Бауманн                            | Номинирован |
| 2009 | Gracie Allen Award | Outstanding Drama            | The Secret Life of the American Teenager | Победитель  |